# Expedición 44
La Expedición 44 fue la 44.ª estancia de larga duración en la Estación Espacial Internacional. Comenzó el 11 de marzo de 2015 con el desacoplamiento de la Soyuz TMA-15M, y el retorno de la tripulación de la Expedición 42/Expedición 43 a la Tierra y terminó con el desacoplamiento de Soyuz TMA-16M el 11 de septiembre de 2015.
Yury Lonchakov iba a ser inicialmente el comandante de la Expedición 44 después de ser el ingeniero de vuelo 3 en la Expedición 43. Sin embargo, renunció de la Roscosmos el 6 de septiembre de 2013 para ocupar un puesto en Gazprom.

## Tripulación
| Posición             | Primera parte (mayo de 2015)                   | Segunda parte (mayo de 2015 a septiembre de 2015) |
| -------------------- | ---------------------------------------------- | ------------------------------------------------- |
| Comandante           | Gennady Padalka, RSA Quinto vuelo espacial     | Gennady Padalka, RSA Quinto vuelo espacial        |
| Ingeniero de vuelo 1 | Mikhail Korniyenko, RSA Segundo vuelo espacial | Mikhail Korniyenko, RSA Segundo vuelo espacial    |
| Ingeniero de vuelo 2 | Scott Kelly, NASA Cuarto vuelo espacial        | Scott Kelly, NASA Cuarto vuelo espacial           |
| Ingeniero de vuelo 3 |                                                | Oleg Kononenko, RSA Tercer vuelo espacial         |
| Ingeniero de vuelo 4 |                                                | Kimiya Yui, JAXA Primer vuelo espacial            |
| Ingeniero de vuelo 5 |                                                | Kjell N. Lindgren, NASA Primer vuelo espacial     |